# Холмский, Иван Иванович Каша
Князь Иван Иванович Холмский по прозванию Каша (ум. 27 июня 1519) — русский воевода и наместник во времена правления Ивана III Васильевича и Василия III Ивановича.
Из княжеского рода Холмские. Единственный сын Ивана Дмитриевича Холмского, упомянутого в 1492 году первым воеводою в Можайске. Племянник знаменитого полководца времён Ивана Великого — князя Даниила Дмитриевича Холмского.

## Биография

### Служба Ивану III
В 1502 году воевода в Калуге, участвовал в обороне города от крымско-татарского набега.

#### Служба Василию III
В 1506-1507 годах, в русско-литовской войне 1507—1508 годов, вместе с князем Константином Ушатым первый воевода в Калуге, откуда послан против татарского нападения. По указанию сошелся с другими воеводами в Белёве и Воротынске, откуда гнал татарские отряды и в августе этого же года разбил их на берегу Оки, а спасшихся татарских воинов гнали до реки Рыбница, тем самым обезопасив на время южные рубежи и позволив русским войскам перейти к наступательным действиям.
В январе 1510 года принял участие в походе в Псков.
В 1516 году упоминается, как наместник в Устюге, затем вновь отражал крымцев на южных рубежах.
Умер 27 июня 1519 года и погребён в Троице-Сергиевом монастыре, приняв перед смертью постриг с именем Игнатий.
Оставил сына боярина и князя Андрея Ивановича Холмского (ум. 1543).